# Castello di Pietracravina
Das Castello di Pietracravina ist eine abgegangene mittelalterliche Hangburg auf dem Berg Monte Ragola in der Nähe der Siedlung Santa Giustina, einem Ortsteil der Gemeinde Bardi, aber innerhalb des Territoriums der Gemeinde Bedonia in der italienischen Region Emilia-Romagna.

## Geschichte
Die Burg wurde im Mittelalter errichtet; das älteste Zeugnis ihrer Existenz stammt aus dem Jahre 1184, als der Bewohner Alberto Granelli aus Pietracravina als Zeuge eines öffentlichen Aktes benannt wurde. Die Festung ließ vermutlich die Familie Granelli errichten, die am 31. Dezember 1141 mit der Unterschrift unter den Unterwerfungsakt unter die Stadt Piacenza alle Güter in ihrem Besitz aufgab und im Gegenzug in die Feudalrechte über ebendiese Güter investiert wurde.
In der zweiten Hälfte des 13. Jahrhunderts stand die Festung von Pietracravina im Zentrum harter Kämpfe zwischen den Guelfen und Ghibellinen.
1260 flüchtete sich der Markgraf Oberto Pallavicino zusammen mit anderen Ghibellinen, die aus Piacenza verjagt worden waren, in die Burg, befestigte sie und nutzte sie als Basis für diverse Angriffe in der Gegend. So gelang es ihm einige Monate später, wieder in die Stadt zu gelangen, aus der sie Alberto Fontana und die Guelfen vertrieben hatten. Die Situation kehrte sich 1266 um, als letztere sich mit den Malaspinas verbündeten, Alberto Fontana die Burg von Pietracravina zurückeroberte und sie an Giovanni Granelli verlehnte.
Dennoch griff Ubertino Landi die Burg 1269, brachte sie in seinen Besitz und tötete alle Verteidiger. Im Folgejahr setzte der Graf aus Angst vor einem Angriff die Festung in Brand, um seine Streitkräfte auf das Castello di Gravago zu konzentrieren, aber die Guelfen eroberten die Ruinen und ließen sie reparieren. Die Ghibellinen starteten einen Gegenangriff, gelangten wieder in die Burg und befestigten sie erneut, aber waren nach einigen Monaten gezwungen, sie wieder an die Stadt Piacenza zu verkaufen.
Die Granellis und die Lusardis verbündeten sich mit Ubertino Landi und es gelang ihnen sehr bald, sich wieder in den Besitz der verlorenen Burgen zu bringen, darunter auch der von Pietracravina, die dem Grafen wieder zugesprochen wurde. Die Granellis, die weitere Angriffe befürchteten, ließen 1272 in der Nähe des benachbarten Cornolo eine weitere Burg errichten, die aber im Folgejahr von den Guelfen im Zuge einer blutigen Schlacht zerstört wurde. Im Laufe dieser Feindseligkeiten gelangte auch Pietracravina in feindliche Hände. Dennoch eroberten die Granellis mithilfe der Lusardis die Burg 1276 zurück.
1405 bestätigte der Herzog von Mailand, Giovanni Maria Visconti, dem Grafen Galvano Landi die alte Investituren in verschiedene Burgen, darunter auch in die von Pietracravina, und dasselbe tat sein Nachfolger, Filippo Maria Visconti. Die Granellis, die mit den Landis verbündet waren, blieben weiterhin auf der Burg von Poetracravina, aber 1449 kam der Graf Manfredo Landi der Rückeroberung des Castello di Compiano zuvor und vertrieb sie aus Rache aus Pietracravina. Im Folgejahr wandte sich Bartolmeo Granelli an den Dogen von Genua, Ludovico Fregoso, und entsprechend dessen Rat an den Herzog von Mailand, Francesco I. Sforza, der 1451 die Friedensbedingungen zwischen den beiden Familien diktierte, wobei der die formelle Anerkennung der Investitur der Landis in die umstrittenen Lehen vorsah, aber den Granellis weitreichende Freiheiten gewährte, darunter auch den Wiederaufbau der zerstörten Festungen. 1454 bestätigte der Herzog dem Grafen, der ihn in den Kämpfen um die Erlangung der Macht über Mailand unterstützt hatte, alle Rechte, die seinen Vorfahren bereits gewährt worden waren, um ihm seine Anerkennung zu zollen.
Später wurde das Castello di Pietracravina in keinem Dokument mehr erwähnt und verschwand zu einem unbekannten Zeitpunkt vollständig.